# Jan Peerce

Jan Peerce

Jan Peerce (Nueva York, 3 de junio de 1904-15 de diciembre de 1984) fue un famoso tenor lírico estadounidense, padre del cineasta Larry Peerce.

## Biografía
Jacob Pincus Perelmuth nació en Nueva York, tomó lecciones de violón, danza y canto y en 1932 fue contratado como tenor por el Radio City Music Hall que cambió su nombre a John Pierce, el luego cambió a Jan Peerce.
El director Arturo Toscanini lo escuchó en radio cantar Richard Wagner citándolo a una audición y finalmente contratándolo para la NBC Symphony Orchestra. Uno de los tenores favoritos del legenario maestro, debutó con él en 1938, en Carnegie Hall en una transmisión de la Novena Sinfonía de Beethoven junto a soprano Vina Bovy, mezzo soprano Kerstin Thorborg, y Ezio Pinza.
Después de celebradas actuaciones en Filadelfia hizo su debut en 1941 en el Metropolitan Opera como Alfredo en La traviata. Su fama se extendió a papeles como Cavaradossi en Tosca, Rodolfo en La bohème, y Fausto de Gounod.
En 1943 cantó el Hymn of the Nations, con Toscanini, la NBC Symphony Orchestra, filmada para la posteridad.
En la década de los 50 cantó en repetidas ocasiones frente a 14 000 espectadores en las "Noches italianas" del Lewisohn Stadium neoyorquino junto a Richard Tucker, Robert Merrill, y Eileen Farrell
En 1956 causó sensación en el Bolshoi de Moscú como embajador cultural . Permaneció en el Metropolitan hasta 1966 y en 1971 debutó en Broadway en El violinista en el tejado.
Apareció esporádicamente hasta 1982 a menudo en compañía de su cuñado, Richard Tucker.